# Амвросіївська міська територіальна громада
Амвросіївська міська громада — номінально утворена територіальна громада в Донецькому районі Донецькій області України. Адміністративний центр — місто Амвросіївка.
Територія громади є окупованою військами РФ.
Утворена розпорядженням Кабінету Міністрів України від 12 червня 2020 р. № 710-р.

## Склад громади
До складу громади входить 1 місто — Амвросіївка, 26 селищ (Виселки, Дзеркальне, Житенко, Жукова Балка, Калинове, Катеринівка, Квашине, Кленівка, Копані, Кринички, Лисиче, Мережки, Нижньокринське, Новоамвросіївське, Обрізне, Овочеве, Петренки, Побєда, Родники, Рубашкине, Свободне, Сергієве-Кринка, Степне, Трепельне, Улянівське, Харківське) та 31 село:
- Артемівка
- Білоярівка
- Благодатне
- Василівка
- Велике Мішкове
- Верхньоєланчик
- Вільхівчик
- Григорівка
- Єлизавето-Миколаївка
- Калинове
- Карпово-Надеждинка
- Киселівка
- Комишуваха
- Кошарне
- Красний Луч
- Мала Шишівка
- Манич
- Мокроєланчик
- Новоєланчик
- Новоіванівка
- Новоклинівка
- Новоукраїнське
- Олексіївське
- Ольгинське
- Павлівське
- Петропавлівка
- Садове
- Свистуни
- Семенівське
- Сіятель
- Успенка